# Saint-Pardoux-le-Neuf (Corrèze)
Saint-Pardoux-le-Neuf é uma comuna francesa na região administrativa da Nova Aquitânia, no departamento de Corrèze. Estende-se por uma área de 10,54 km². Em 2010 a comuna tinha 79 habitantes (densidade: 7,5 hab./km²).